# John Shaw (Segler)
John Cameron Shaw (* 23. Mai 1937) ist ein ehemaliger australischer Regattasegler.

## Biografie
Bei den Olympischen Spielen 1972 in München wurde Shaw zusammen mit Thomas Anderson und John Cuneo Olympiasieger im Drachenboot.
2018 wurde er gemeinsam mit Thomas Anderson und John Cuneo in die Australian Sailing Hall of Fame aufgenommen.